# Phra Nakhon
Phra Nakhon (en tailandés: พระนคร) es uno de los 50 distritos (khet) de Bangkok, Tailandia. Es el distrito central de Bangkok que incluye la isla de Rattanakosin. A su alrededor, en el sentido de las agujas del reloj, se encuentran Dusit, Pom Prap Sattru Phai, Samphanthawong y (al otro lado del río Chao Phraya) Thon Buri, Bangkok Yai, Bangkok Noi y Bang Phlat.
Phra Nakhon fue también el nombre de la provincia de Bangkok hasta que se fusionó en 1972 con Thonburi para formar la actual metrópoli de Bangkok.

## Historia
Pra Nakhon fue un amphoe denominado Chana Songkhram (en tailandés: อำเภอชนะสงคราม). El 15 de octubre de 1915 se revisó la ordenación territorial al crearse 25 nuevos amphoes en el interior de Bangkok. El 12 de marzo de 1928, 15 de esos amphoes, Amphoe Phahurat, Amphoe Samran Rat, Amphoe Phra Ratchawang, Amphoe Chana Songkhram, Amphoe Sam Yot, y Amphoe Bang Khun Phrom se unieron para formar el Amphoe Phra Nakhon, que se convirtió en Khet Phra Nakhon en 1972.

## Ordenación territorial
El distrito está subdividido en 12 subdistritos (Kwaeng).

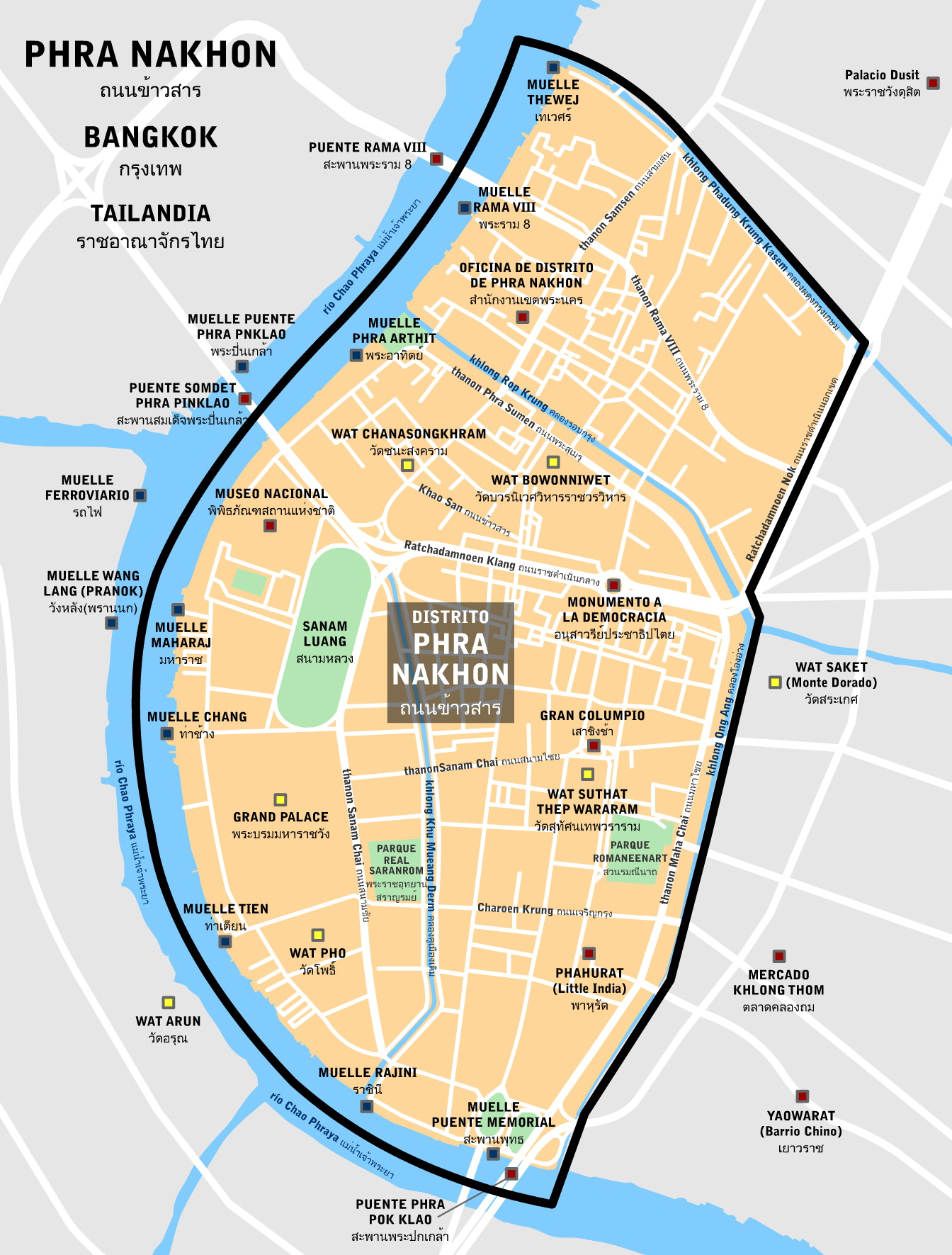
Mapa del distrito.

| 1.  | Phra Borom Maha Ratchawang | พระบรมมหาราชวัง |  |
| 2.  | Wang Burapha Phirom        | วังบูรพาภิรมย์     |  |
| 3.  | Wat Ratchabophit           | วัดราชบพิธ       |  |
| 4.  | Samran Rat                 | สำราญราษฎร์     |  |
| 5.  | San Chaopho Suea           | ศาลเจ้าพ่อเสือ    |  |
| 6.  | Sao Chingcha               | เสาชิงช้า        |  |
| 7.  | Bowonniwet                 | บวรนิเวศ        |  |
| 8.  | Talat Yot                  | ตลาดยอด        |  |
| 9.  | Chana Songkhram            | ชนะสงคราม      |  |
| 10. | Ban Phan Thom              | บ้านพานถม       |  |
| 11. | Bang Khun Phrom            | บางขุนพรหม      |  |
| 12. | Wat Sam Phraya             | วัดสามพระยา     |  |